# Lobsann
Lobsann (Lüsann in dialetto alsaziano) è un comune francese di 652 abitanti situato nel dipartimento del Basso Reno nella regione del Grand Est.

## Società

### Evoluzione demografica
Abitanti censiti